# 蒲生賴鄉
蒲生賴鄉，(?-1600年)，是日本戰國時代的武將。原名橫山喜內。

## 經歷
出身於近江國蒲生郡日野的橫山村。原本是侍奉六角家的武將，織田信長上洛時滅亡了六角家，便轉仕蒲生家。1590年參加九州征伐，擔任攻略岩石城的軍奉行。戰後主君蒲生氏鄉賜姓「蒲生」以及「鄉」字，正式改名為蒲生賴鄉。
蒲生家在氏鄉死後由蒲生秀行繼承家督，但蒲生家因繼承人問題發生內亂，被轉封下野國宇都宮，賴鄉憤而出走，轉仕石田三成。
1600年發生關原之戰，與同為三成部下的島左近共同出擊，在前哨戰杭瀨川之戰給予有馬家和中村家迎頭痛擊。後來在關原主戰場於不利的情況下讓東軍武將織田長益負傷，最後奮勇作戰而戰死。